# エヴリー＝クールクーロンヌ
エヴリー＝クールクーロンヌ （Évry-Courcouronnes）は、フランス、イル＝ド＝フランス地域圏、エソンヌ県のコミューン。
2018年10月12日公布の県令により、2019年1月1日、エヴリーとクールクーロンヌが合併し、コミューン・ヌーヴェル（fr。地方自治体改革の2010年12月16日施行の2010-1563法第21条による、合併によって新設されたコミューン）であるエヴリー＝クールクーロンヌとなった。